# Joaquín Rocha
Joaquín Rocha Herrera, född 16 augusti 1944 i Mexico City, är en mexikansk före detta boxare.
Rocha blev olympisk bronsmedaljör i tungvikt i boxning vid sommarspelen 1968 i Mexico City.